# Elias Xitavhudzi
Elias Xitavhudzi (ur. ok. XIX/XX w., zm. 14 listopada 1960) – południowoafrykański seryjny morderca zwany Pangaman. W latach 60. XX wieku zamordował w okolicach miasta Atteridgeville 16 młodych kobiet. Xitavhudzi chciał dokonać segregacji rasowej w najbliższej okolicy, przez co zabijał białe kobiety.
Przez narzędzie, którym zabijał kobiety i okaleczał ich ciała, nadano mu pseudonim „Pangaman” (słowo panga było miejscowym określeniem maczety). Za swoje zbrodnie, Xitavhudzi został skazany na karę śmierci. Dokładna data zarówno jego urodzin jak i egzekucji nie jest znana.
Elias Xitavhudzi był drugim z dziewięciu seryjnych morderców, którzy działali w Atteridgeville i jego okolicach.